# No ciudadanos (Letonia)

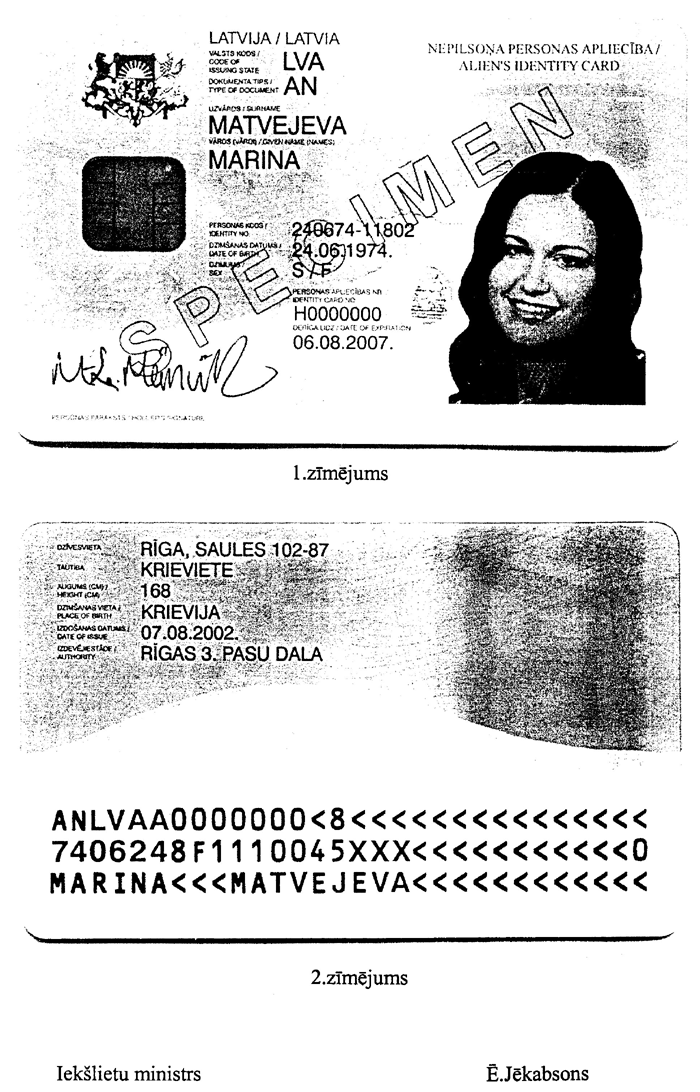
Tarjeta de Identificación para no Ciudadanos de Letonia

Los no ciudadanos de Letonia son aquellas personas, tenedoras de un pasaporte letón, que no tienen derecho a la ciudadanía letona. De conformidad con la ley, solamente son letones de pleno derecho aquellos habitantes de Letonia que lo eran el 17 de junio de 1940 (fecha de la ocupación soviética de Letonia), sus descendientes directos y aquellos naturalizados mediante un examen. La práctica totalidad de "no ciudadanos" son antiguos ciudadanos soviéticos que llegaron al país cuando este era parte integrante del territorio nacional de la Unión Soviética. Son más de 290.000 personas (14.1% de la población) al 1 de marzo de 2011.
Según la ley letona los no ciudadanos no son apátridas, puesto que a efectos internacionales están representados por un pasaporte letón, aunque "para extranjeros". Como no son ciudadanos de pleno derecho, no tienen derechos electorales ni tampoco algunos otros derechos.
Para obtener la ciudadanía, los no ciudadanos deben cumplir ciertos requisitos, como por ejemplo, un examen sobre la legislación básica, la historia y el idioma letón. Además, deben jurar guardar y hacer guardar la Constitución letona, así como ser capaces de recitar la letra del himno nacional letón.
Por ejemplo, el exalcalde de Riga Nils Ušakovs, de ascendencia rusa, se convirtió en ciudadano naturalizado de Letonia en 1999.

## Demografía de los no ciudadanos (2021)
En el siguiente cuadro aparecen los no ciudadanos, separados por etnia:
| Grupo étnico | Número de no ciudadanos | % del grupo | % de los no ciudadanos |
| Rusos        | 136 909                 | 26.2        | 65.5                   |
| Bielorrusos  | 28 665                  | 44.9        | 13.7                   |
| Ucranianos   | 20 760                  | 41.4        | 9.9                    |
| Polacos      | 7351                    | 17.5        | 3.5                    |
| Letones      | 470                     | 0.04        | 0.22                   |
| Judíos       | 1782                    | 22.0        | 0.9                    |
| Otros        | 13 070                  | .           | 6.3                    |
| Suma         | 209 007                 | 10.1        | 100                    |

La mayoría de los no ciudadanos viven en Riga (107 516 en 2021).